# Avreuil
Avreuil ist eine französische Gemeinde mit 168 Einwohnern (Stand: 1. Januar 2022) im  Département Aube in der Region Grand Est (vor 2016 Champagne-Ardenne). Sie gehört zum Arrondissement Troyes und zum Kanton Les Riceys. 

## Geographie
Avreuil liegt etwa 25 Kilometer südsüdwestlich von Troyes am Flüsschen Landion. Umgeben wird Avreuil von den Nachbargemeinden Montigny-les-Monts im Nordwesten und Norden, Saint-Phal im Norden und Nordosten, La Loge-Pomblin im Osten, Vanlay im Osten und Süden sowie Davrey im Westen.

## Bevölkerungsentwicklung
| Jahr                       | 1962 | 1968 | 1975 | 1982 | 1990 | 1999 | 2006 | 2011 | 2019 |
| Einwohner                  | 163  | 185  | 194  | 184  | 168  | 167  | 170  | 153  | 169  |
| Quellen: Cassini und INSEE |      |      |      |      |      |      |      |      |      |

## Sehenswürdigkeiten
- Kirche Assomption-de-la-Vierge, Monument historique

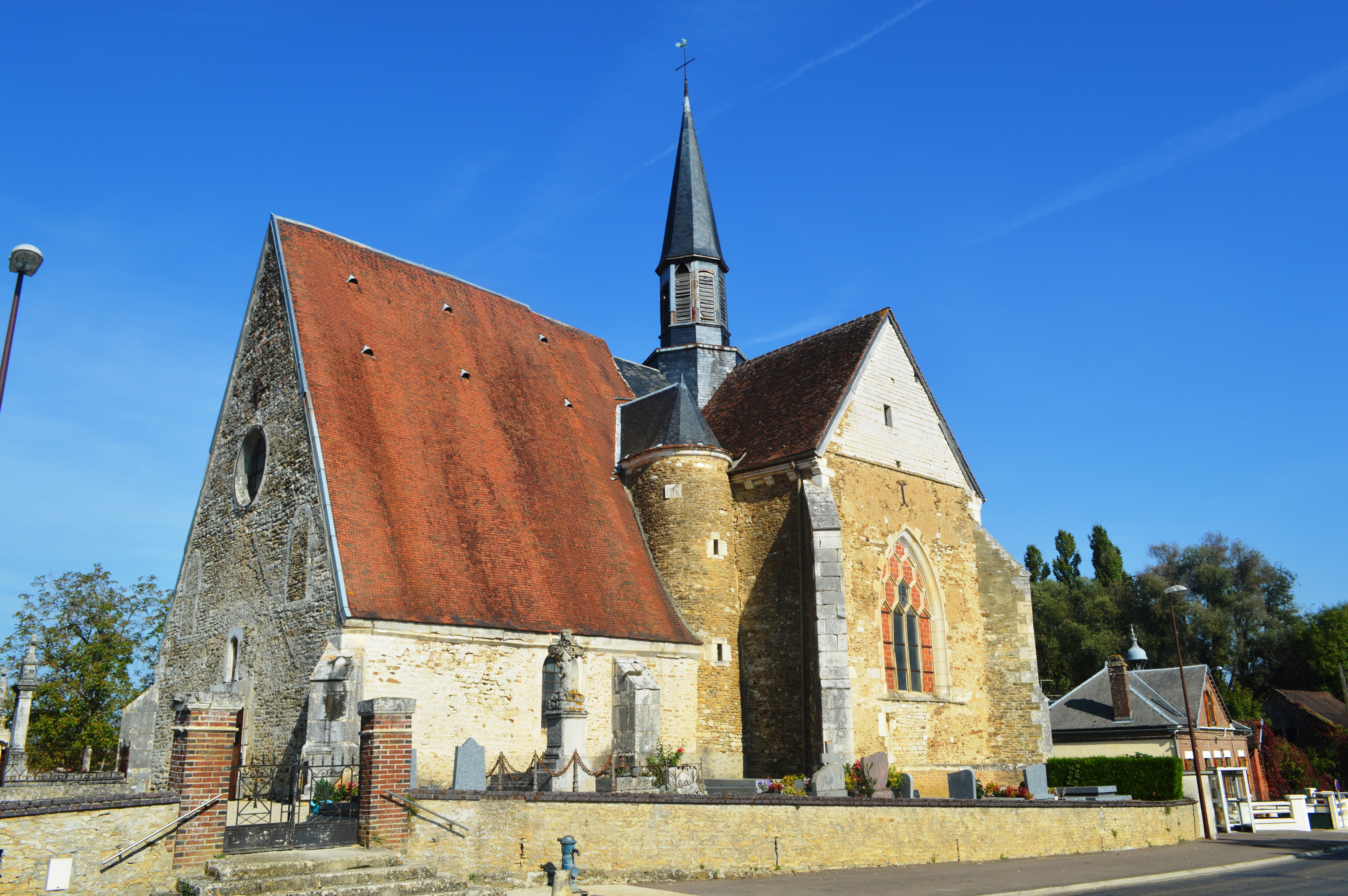
Kirche L'Assomption-de-la-Vierge